# Kivisaari (ö i Finland, Norra Österbotten, Koillismaa, lat 65,93, long 29,70)
Kivisaari är en ö i Finland. Den ligger i sjön Piiksiselkä och i kommunen Kuusamo i den ekonomiska regionen  Koillismaa ekonomiska region  och landskapet Norra Österbotten, i den nordöstra delen av landet, 700 km norr om huvudstaden Helsingfors. Öns area är 38,4 hektar och dess största längd är 1,6 kilometer i öst-västlig riktning.